# Hradec nad Moravicí (stacja kolejowa)
Hradec nad Moravicí – stacja kolejowa w Hradcu nad Moravicí, w kraju morawsko-śląskim, w Czechach. Znajduje się na wysokości 270 m n.p.m. i jest stacją końcową linii kolejowej nr 315.